# The Wind That Shakes the Barley (album)
 For alternative betydninger, se The Wind That Shakes the Barley. (Se også artikler, som begynder med The Wind That Shakes the Barley)
The Wind That Shakes the Barley er det niende studiealbum fra den canadiske singer-songwriter og multiinstrumentalist Loreena McKennitt, der blev udgivet i 2010.

## Spor
Musik og tekst er skrevet af Loreena McKennitt medmindre andet er noteret.
1. "As I Roved Out" (traditionel) – 4:59
2. "On a Bright May Morning" (traditionel) – 5:08
3. "Brian Boru's March" (traditionel) – 3:51
4. "Down by the Sally Gardens" (traditionel, tekst af W. B. Yeats) – 5:39
5. "The Star of the County Down" (traditionel) – 3:34
6. "The Wind That Shakes the Barley" (traditionel, tekst af Robert Dwyer Joyce) – 6:01
7. "The Death of Queen Jane" (traditionel) – 6:04
8. "The Emigration Tunes" (McKennitt) – 4:42
9. "The Parting Glass" (traditionel) – 5:13[3]

## Hitlister
| Hitliste (2010–11)             | Højeste placering |
| ------------------------------ | ----------------- |
| Østrig (Ö3 Austria)            | 30                |
| Belgien (Ultratop Flanderen)   | 77                |
| Belgien (Ultratop Vallonien)   | 78                |
| Canadiske Albummer (Billboard) | 13                |
| Frankrig (SNEP)                | 77                |
| Tyskland (Media Control)       | 28                |
| Mexico (Top 100 Mexico)        | 69                |
| Spanien (PROMUSICAE)           | 32                |
| Schweiz (Schweizer Hitparade)  | 43                |
| US World Albums (Billboard)    | 141               |